# Kreis Münsterberg
Kreis Münsterberg var från 1816 till 1932 en Landkreis i Regierungsbezirk Breslau i Provinsen Schlesien.
Kreis Münsterberg bestod av en stad — Münsterberg (dagens Ziębice) och 60 Landgemeinden.
1. Algersdorf
2. Alt Heinrichau
3. Bärdorf
4. Bärwalde
5. Belmsdorf
6. Bernsdorf
7. Berzdorf
8. Brucksteine
9. Deutsch Neudorf
10. Dobrischau
11. Eichau
12. Frömsdorf
13. Glambach
14. Gollendorf
15. Groß Nossen
16. Haltauf
17. Heinrichau
18. Heinzendorf
19. Herbsdorf
20. Hertwigswalde
21. Kattersdorf
22. Korschwitz
23. Kraßwitz
24. Krelkau
25. Kummelwitz
26. Kunern
27. Leipe
28. Liebenau
29. Moschwitz
30. Münchhof
31. Münsterberg
32. Neobschütz
33. Neu Altmannsdorf
34. Neu Karlsdorf
35. Neuhaus
36. Neuhof
37. Nieder Kunzendorf
38. Nieder Pomsdorf
39. Ober Johnsdorf
40. Ober Kunzendorf
41. Ober Pomsdorf
42. Olbersdorf
43. Pleßguth
44. Polnisch Neudorf
45. Polnisch Peterwitz
46. Rätsch
47. Reindörfel
48. Reumen
49. Sakrau
50. Schildberg
51. Schlause
52. Schönjohnsdorf
53. Tarchwitz
54. Taschenberg
55. Tepliwoda
56. Weigelsdorf
57. Wenig Nossen
58. Wiesenthal
59. Willwitz
60. Zesselwitz
61. Zinkwitz